# 어니스트 베델
어니스트 토머스 베델(영어: Ernest Thomas Bethell 어니스트 토머스 베설[*], 1872년 11월 3일 ~ 1909년 5월 1일)은 1904년에서부터 1909년까지 대한제국에서 활동한 영국 출신의 언론인, 신문기자이다. 한국명인 "배설(裵說)"이라는 이름 또한 사용하였다. 대한매일신보를 창간하여 조선의 항일 운동 발생에도 꽤 지대한 영향을 주었다.

## 생애
영국의 브리스틀에서 출생한 베델은 16살에서 32살까지 16년간 일본에서 살면서 무역상을 하다가, 1904년 3월 10일에 러일전쟁이 발발하자 런던 데일리 크로니클의 특파원 자격으로서 대한제국에 왔다. 고종황제는 베델에게 성명 "배설(裵說)"을 부여하고 여러가지의 편의를 제공했다.

### 대한매일신보 창간

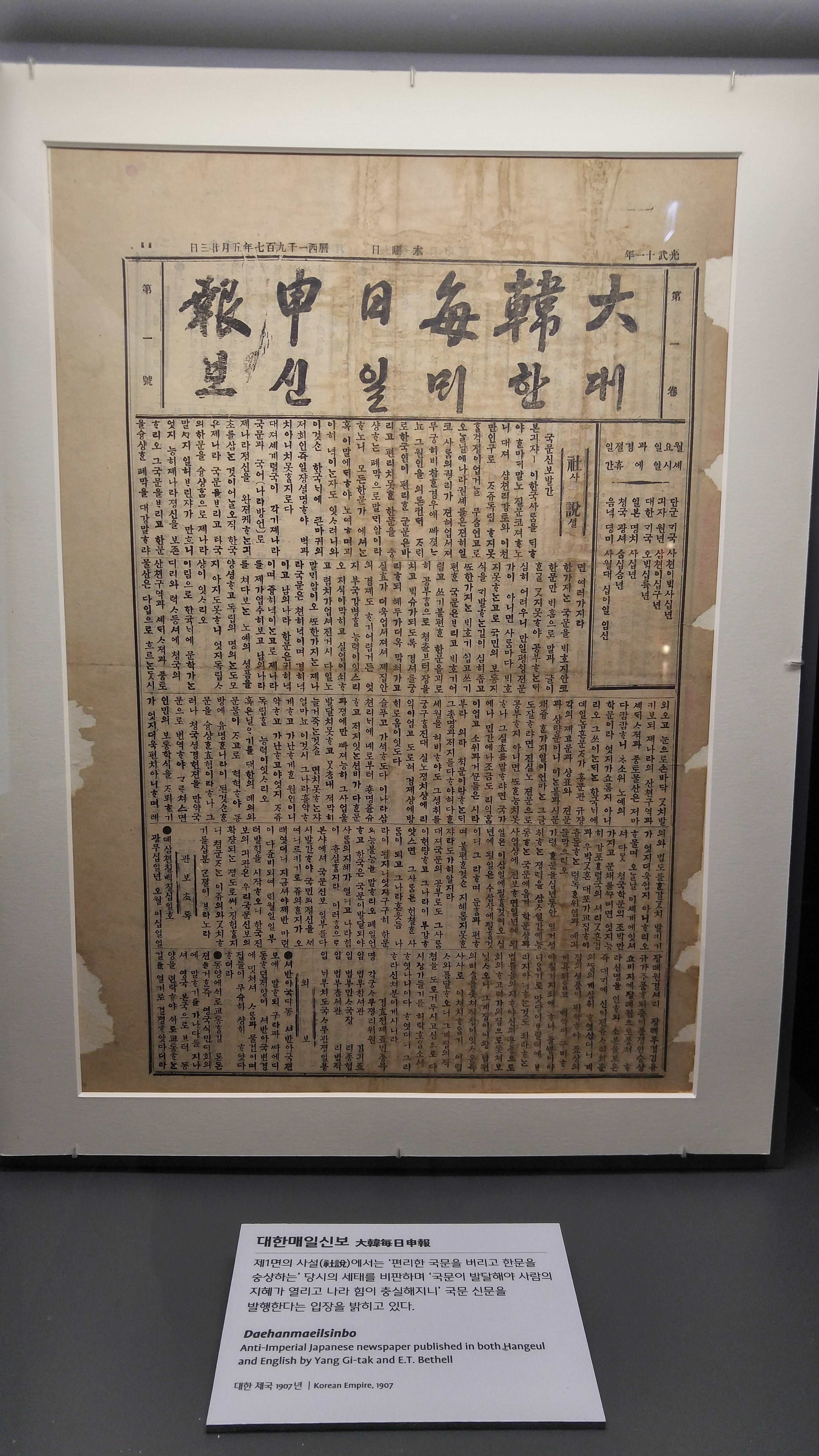
대한매일신보 창간호

일본제국의 침략을 보도하던 베델은 데일리 크로니클에서 사직하고 1904년 7월 18일부터 대한제국인 양기탁과 대한매일신보와 코리아 데일리 뉴스를 창간하였다. 1905년에는 코리아 데일리 뉴스의 국한문판 또한 발행하였다. 이때 일본제국인 검열관의 사전 검열을 피하고자 영국인 베델의 명의로 발행하였다.
양기탁, 신채호, 박은식 등 민족주의 운동가들은 치외법권으로 보호받던 대한매일신보에 모여 일본제국에 대한 비판을 전개했다. 1907년 대한매일신보의 발행 부수는 1만부를 넘어 최대 신문사가 되었고 대한제국이 일본 제국에 합병된 1910년까지 여섯 해 동안 일본제국에 침략당하는 조선의 실상을 알리고 을사조약이 무효라고 주장하는 등 항일 사상을 고취하였으며 고종 이형(이희)의 친서를 <대한 매일 신보>를 비롯한 여러 신문에 실어 일본 제국의 한반도 침략을 해외 여러 나라에 알려지게끔 노력하였다.

### 탄압
제1차 추방 운동에 실패한 일본 제국 통감부는 동맹국이던 영국에 압력을 가하여 베델은 1907년 10월과 이듬해 6월 두 차례나 재판정에 서야했다. 1908년 경성의 영국 총사령관에 설치된 법정에서 열린 두 번째 재판에서 영국인 판사 F. S. A. 본(F. S. A. Bourne)은 베델에게 3주간 금고에, 만기 후 6개월간 선행 보증금으로 피고인 1,000달러, 보증인 1,000달러를 즉시 납부하라고 판결했다. 베델은 상하이에 호송되어 3주간 금고 생활을 마치고 1908년 7월 경성으로 돌아왔다. 베델은 대한매일신보사 사장직을 자신의 비서였던 앨프리드 W. 마넘(萬咸(만함), Alfred W. Marnham)에게 맡기고서 활약하였다. 일본제국은 세 번째 탄압 수단으로 대한매일신보사 총무 양기탁을 국채 보상금을 횡령하였다는 죄명을 씌워 탄압하려 하였으나 양기탁의 무죄가 선언되어 실패하나 무자비하고 강압하는 압력을 가하여 두 사람을 대한매일신보사에서 물러나게 하였다.

### 사망

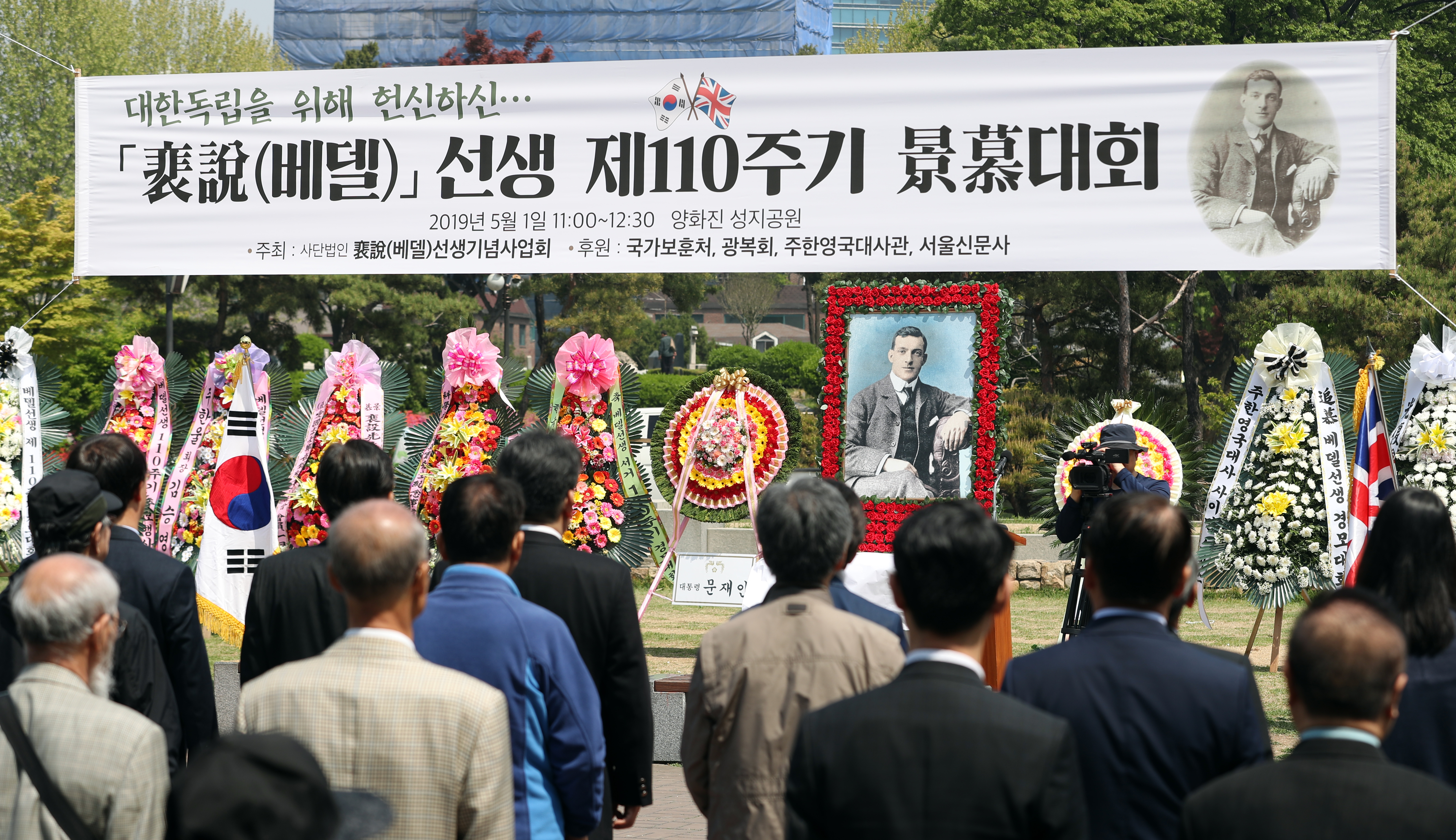
어니스트 베델 추모식(2019년)

어니스트 토머스 베델은 1909년 5월 1일 심장비대증(en)으로 인해 사망하였다. 그는 죽으면서 양기탁의 손을 잡고서 "나는 죽을지라도 신보는 영생케 하여 한국 동포를 구하라"고 유언하였다. 서거 후, 양화진 외인 묘지에 안장되었다.
또한, 해외 독립유공자로는 처음으로 국가유공자 명패를 손녀인 수잔 선생의 자택에 달게되었다.

## 상훈
- 1968년 대한민국 건국훈장 대통령장[1]

## 같이 보기
- 호머 헐버트